# Municipio de Miller (Iowa)
El municipio de Miller (en inglés: Miller Township) es un municipio ubicado en el condado de Woodbury en el estado estadounidense de Iowa. En el año 2010 tenía una población de 251 habitantes y una densidad poblacional de 2,72 personas por km².

## Geografía
El municipio de Miller se encuentra ubicado en las coordenadas 42°20′44″N 95°51′48″O / 42.34556, -95.86333. Según la Oficina del Censo de los Estados Unidos, el municipio tiene una superficie total de 92.45 km², de la cual 92,25 km² corresponden a tierra firme y (0,21 %) 0,2 km² es agua.

## Demografía
Según el censo de 2010, había 251 personas residiendo en el municipio de Miller. La densidad de población era de 2,72 hab./km². De los 251 habitantes, el municipio de Miller estaba compuesto por el 98,01 % blancos, el 0,4 % eran de otras razas y el 1,59 % eran de una mezcla de razas. Del total de la población el 1,2 % eran hispanos o latinos de cualquier raza.